# Korridor (sjöfart)
För andra betydelser, se Korridor.
Korridor kallas en farled på öppen sjö, det vill säga en på sjökort anvisad väg över vattnet. Korridorerna är breda, djupa och säkra farledsområden. Vanligtvis hänvisas den tunga fartygstrafiken hit.